# Filip Trzaska
Filip Trzaska (ur. 16 grudnia 1919, zm. 10 czerwca 2014) – księgarz, wydawca, nauczyciel akademicki, autor podręczników z dziedziny poligrafii.
Absolwent Liceum im. Władysława IV w Warszawie. Uczestnik kampanii wrześniowej, podczas okupacji działacz konspiracyjny, współpracownik Biura Informacji i Propagandy KG ZWZ AK zaangażowany w Akcję N. W czasie powstania warszawskiego spiker radia Błyskawica.
Po wojnie prowadził aktywną działalność publicystyczną, pedagogiczną i normalizacyjną wraz z gronem drukarzy-przyjaciół: Bogusławem Lehmanem, Czesławem Kruszoną, Janem Dorocińskim, Marianem Drabczyńskim, Władysławem Tacikowskim czy też Romanem Tomaszewskim.
Uważano go za autorytet zawodowy w kwestiach dotyczących techniki wydawniczej i kontaktów edytorów z drukarniami. Był teoretykiem i praktykiem redakcji technicznej oraz organizacji współpracy w czasach, gdy w drukarniach odbywały się wszystkie skomplikowane procesy technologiczne: zecerskie, reprodukcyjne oraz introligatorskie. Drukarze i wydawcy kilku pokoleń uczyli się z jego podręczników. Przez wiele lat był nauczycielem akademickim w Instytucie Poligrafii Politechniki Warszawskiej i Instytucie Dziennikarstwa Uniwersytetu Warszawskiego. Wykładał w średnich szkołach księgarskich i poligraficznych oraz na kursach Polskiego Towarzystwa Wydawców Książek. Należał również do grona redaktorów związanych z „Poligrafiką”. Działał w wielu organizacjach, należał m. in do Związku Księgarzy Polskich, Światowego Związku Żołnierzy Armii Krajowej, Stowarzyszenia Inżynierów i Techników Mechaników Polskich (sekcja poligrafów).

## Wybrane publikacje
- Marian Drabczyński, Tadeusz Galewski, Filip Trzaska: Od rękopisu do książki. Warszawa: WPLiS, 1958. Brak numerów stron w książce
- Filip Trzaska: Wybrane zagadnienia techniki wydawniczej. Warszawa: Biuro Wydawniczo-Propagandowe „Ruch”, 1962. Brak numerów stron w książce
- Filip Trzaska: Redakcja techniczna książki : poradnik dla pracowników wydawnictw. Łódź: 1975. Brak numerów stron w książce
- Filip Trzaska: Podstawy techniki wydawniczej'. Warszawa: Wydawnictwo Związkowe Centralnej Rady Związków Zawodowych, 1967. Brak numerów stron w książce
- Filip Trzaska: Poradnik redaktora. Warszawa: Wydawnictwa Naukowo-Techniczne, 1976. Brak numerów stron w książce

## Odznaczenia
Obok licznych odznaczeń państwowych Filip Trzaska był kawalerem medalu „Zasłużony dla polskiej poligrafii” oraz złotego medalu „Gloria Artis”.